# امبولومتی
امبولومتی (به لاتین: Ambolomoty) یک سکونتگاه مسکونی در ماداگاسکار است که در بوئنی واقع شده‌است.

## خصوصیات
امبولومتی ۱۲٬۰۰۰ نفر جمعیت دارد و ۱۱ متر بالاتر از سطح دریا واقع شده‌است.